# City of Rocks State Park
Der City of Rocks State Park im Südwesten der USA wurde im Mai 1952 gegründet. Er umfasst ein relativ kleines Gebiet von nur ca. 2 km² und liegt auf rund 1800 m Höhe in der Chihuahuan Desert Region im Südwesten von New Mexico zwischen Deming und Silver City im Grant County nordöstlich der Kreuzung des U.S. Highways 180 mit der State Route 61.
Die Attraktion des Parks sind große Granit-Felsbrocken in außergewöhnlichen und eigenwilligen Formen, die teils bis zu 15 Meter aufragen. Zwischen den Felsgebilden verlaufen schmale Pfade, die ein bequemes Erwandern des gesamten Areals ermöglichen.
Der Park wird von rund 50.000 Menschen im Jahr besucht, die zum Großteil den Campground (Campingplatz) nutzen, der in die Felsformationen eingebettet ist. 

## Entstehung
Die Felsen entstanden während eines großen Vulkanausbruchs vor rund 35 Millionen Jahren. Durch die Erosion über viele Millionen Jahre wurden die geologisch außergewöhnlichen Felsen in die heutigen Formen gebracht.

## Geschichte
Um das Jahr 1200 besiedelten Mimbres Indianer diese Gegend und hinterließen Pfeilspitzen und Scherben von Tongefäßen. Spanische Konquistadoren kamen an den Felsen vorbei und berichteten davon. Im Mai 1952 wurde der State Park gegründet.

## Fotos aus dem State Park

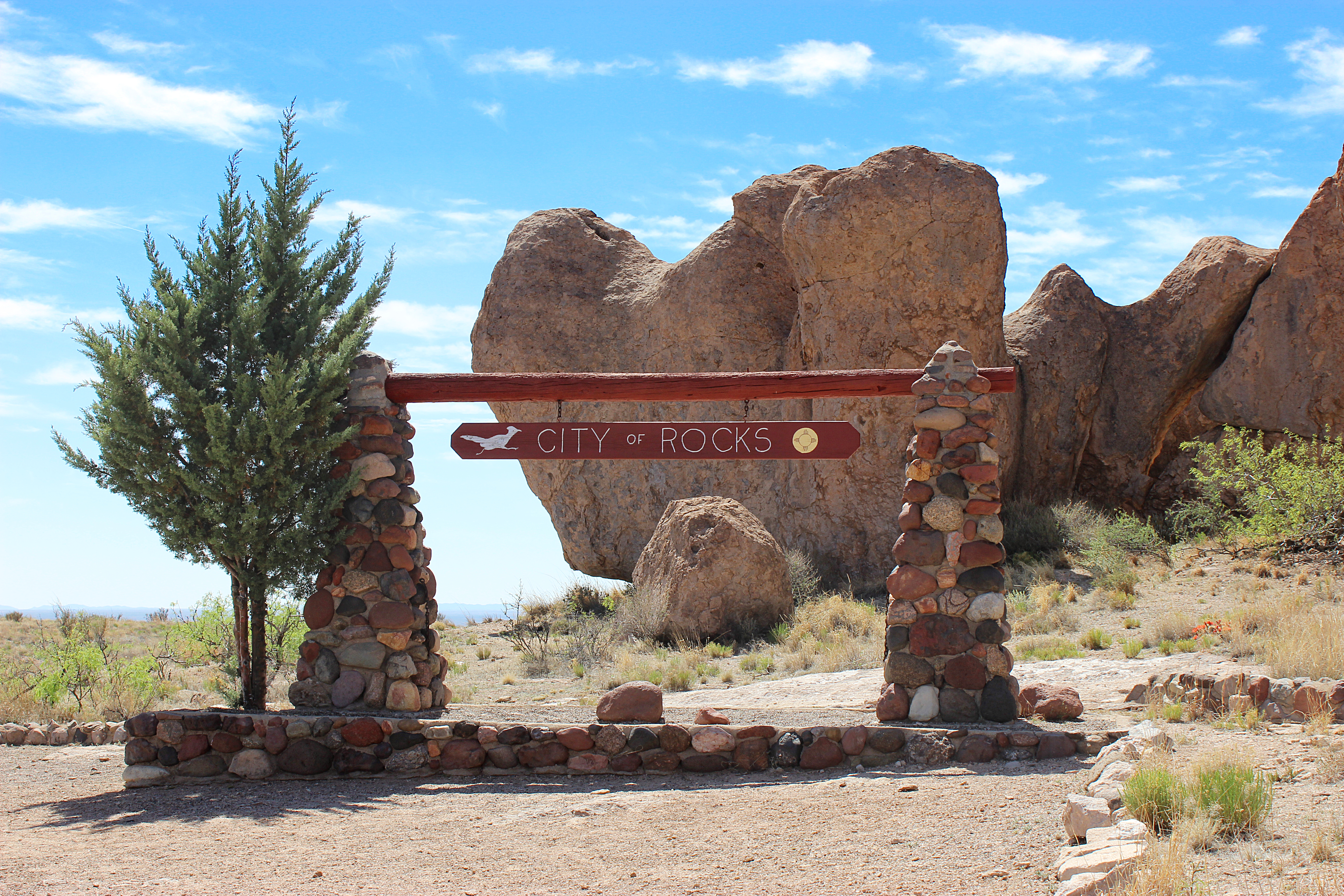
"Das Stadttor" (Mai 2019)
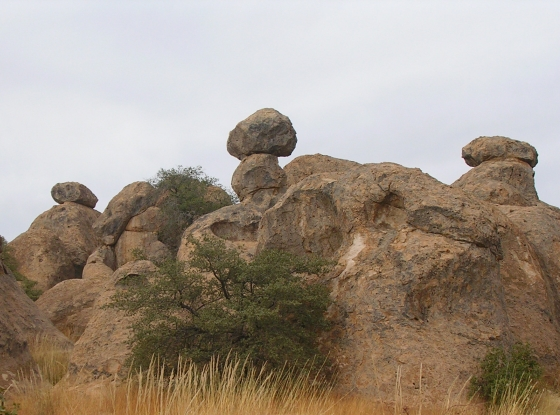
Felsformation (Dezember 2006)
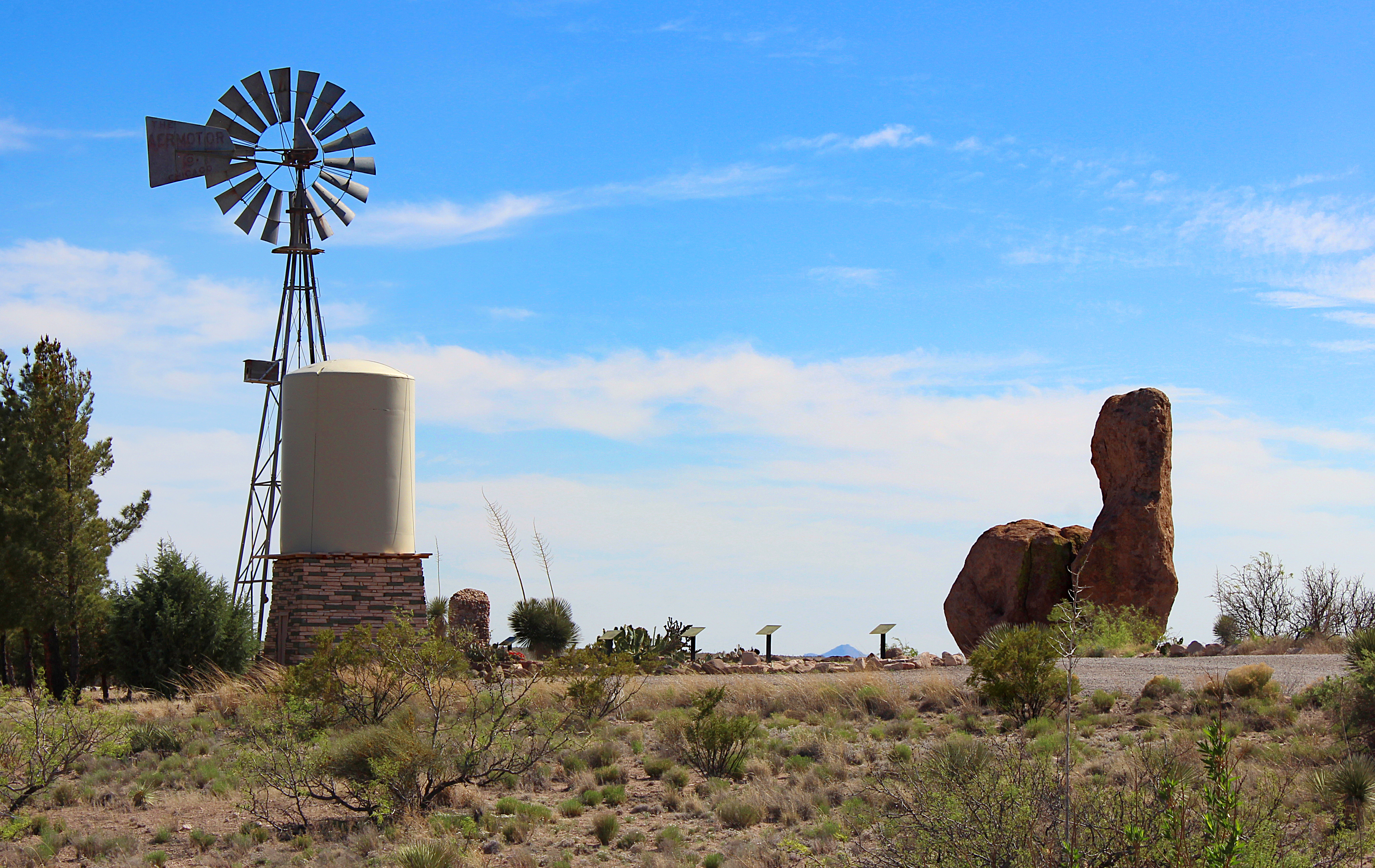
Windrad mit Fels (Mai 2019)
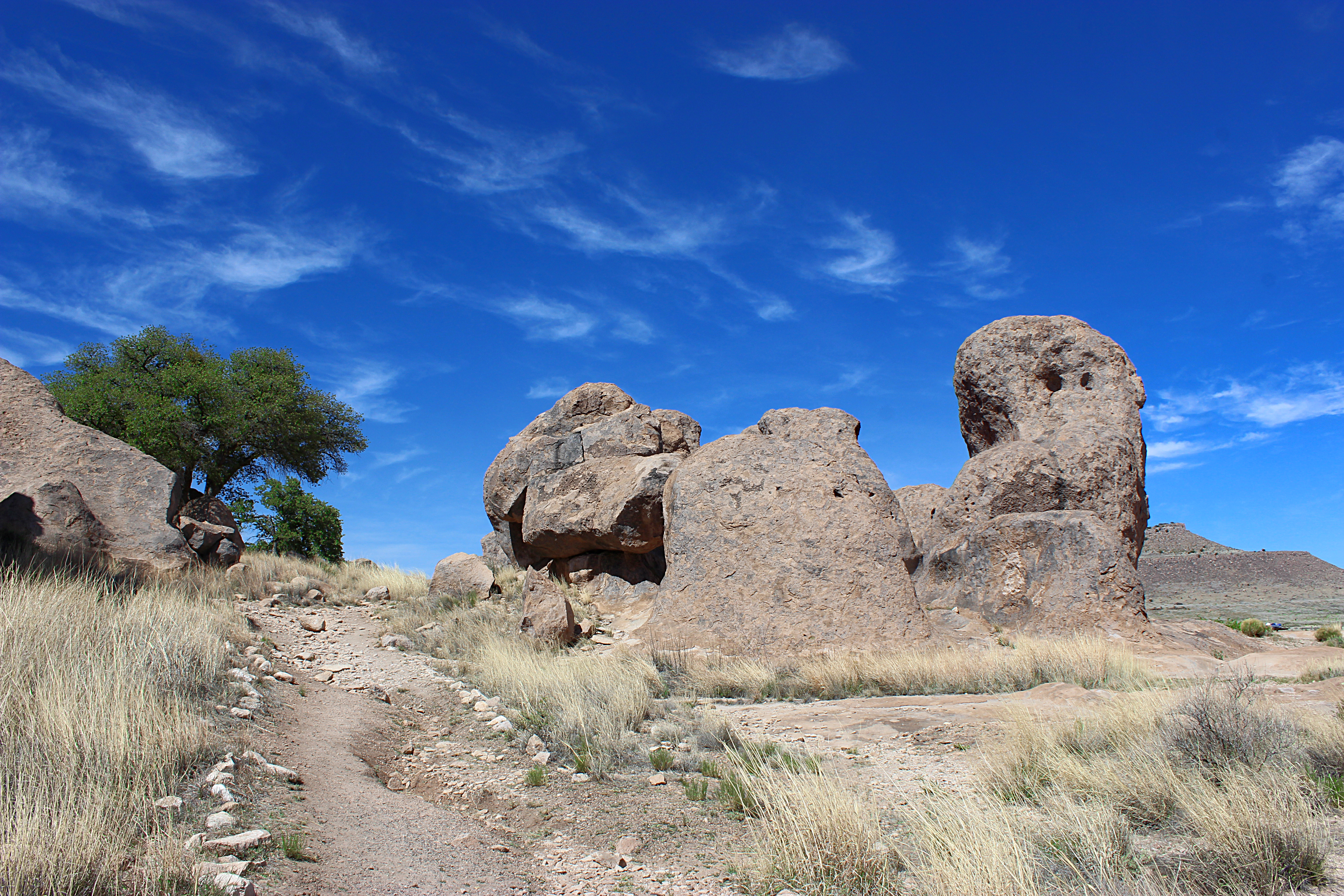
Felsformation (Mai 2019)
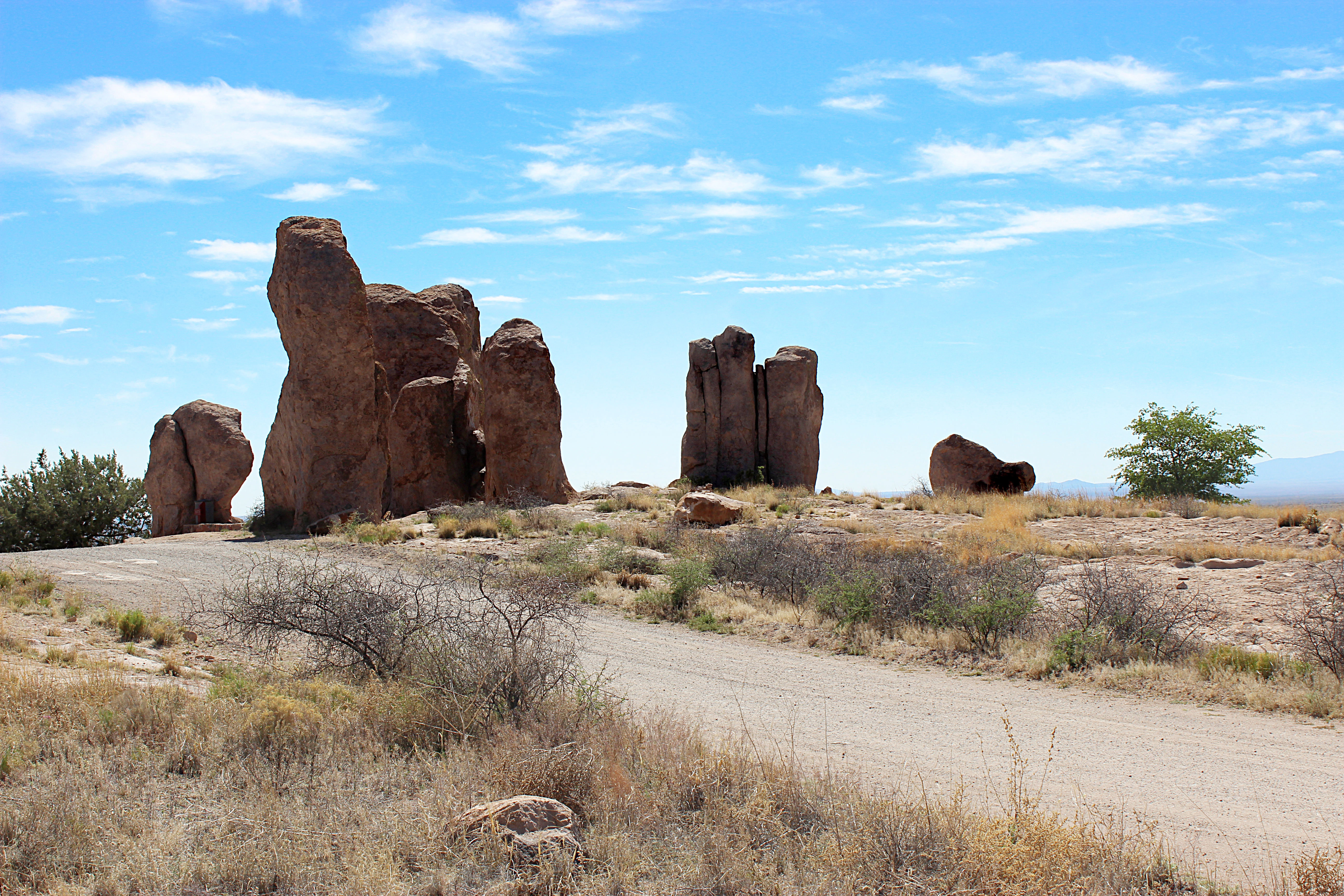
Felsformation (Mai 2019)
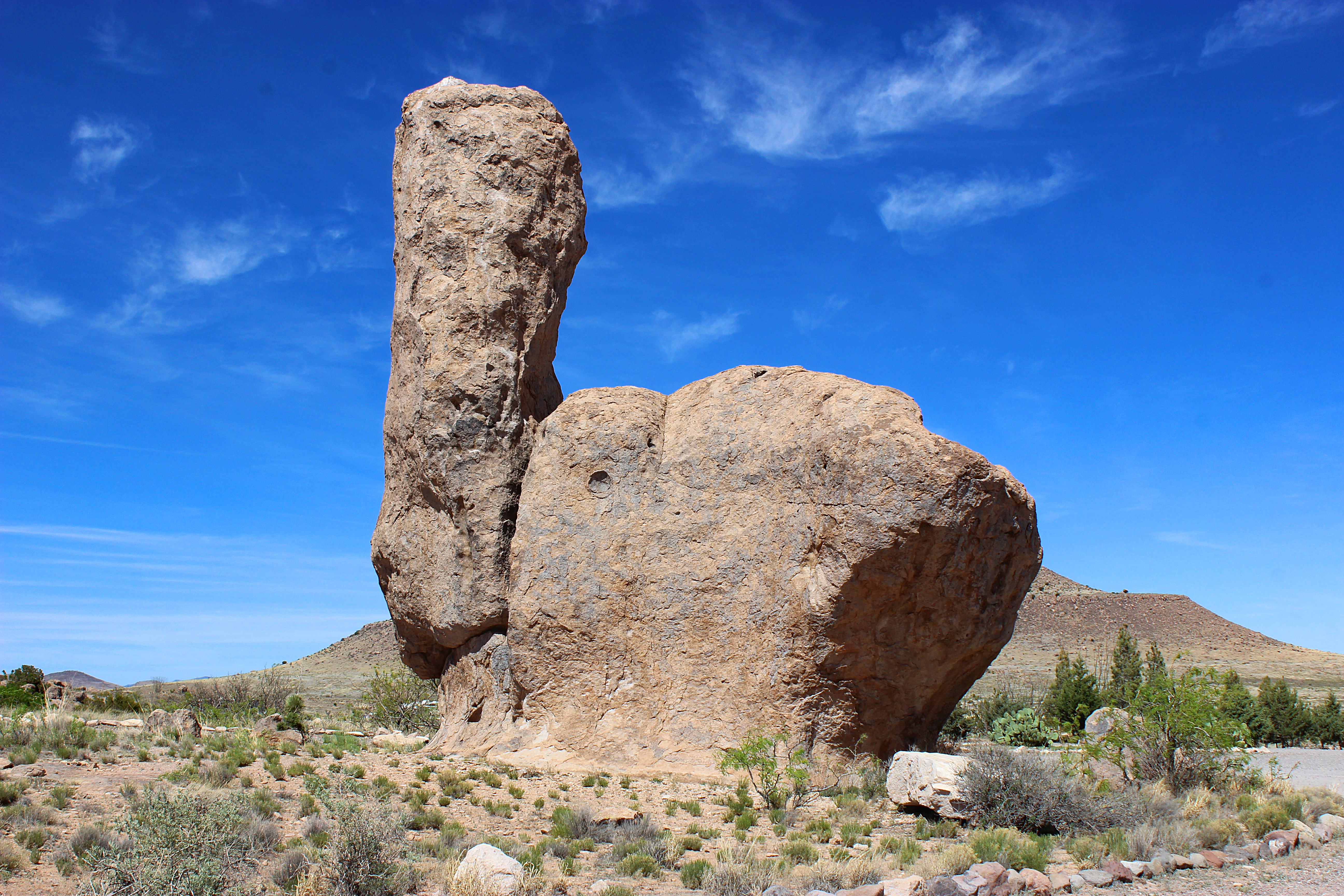
Elefantenfels (Mai 2019)
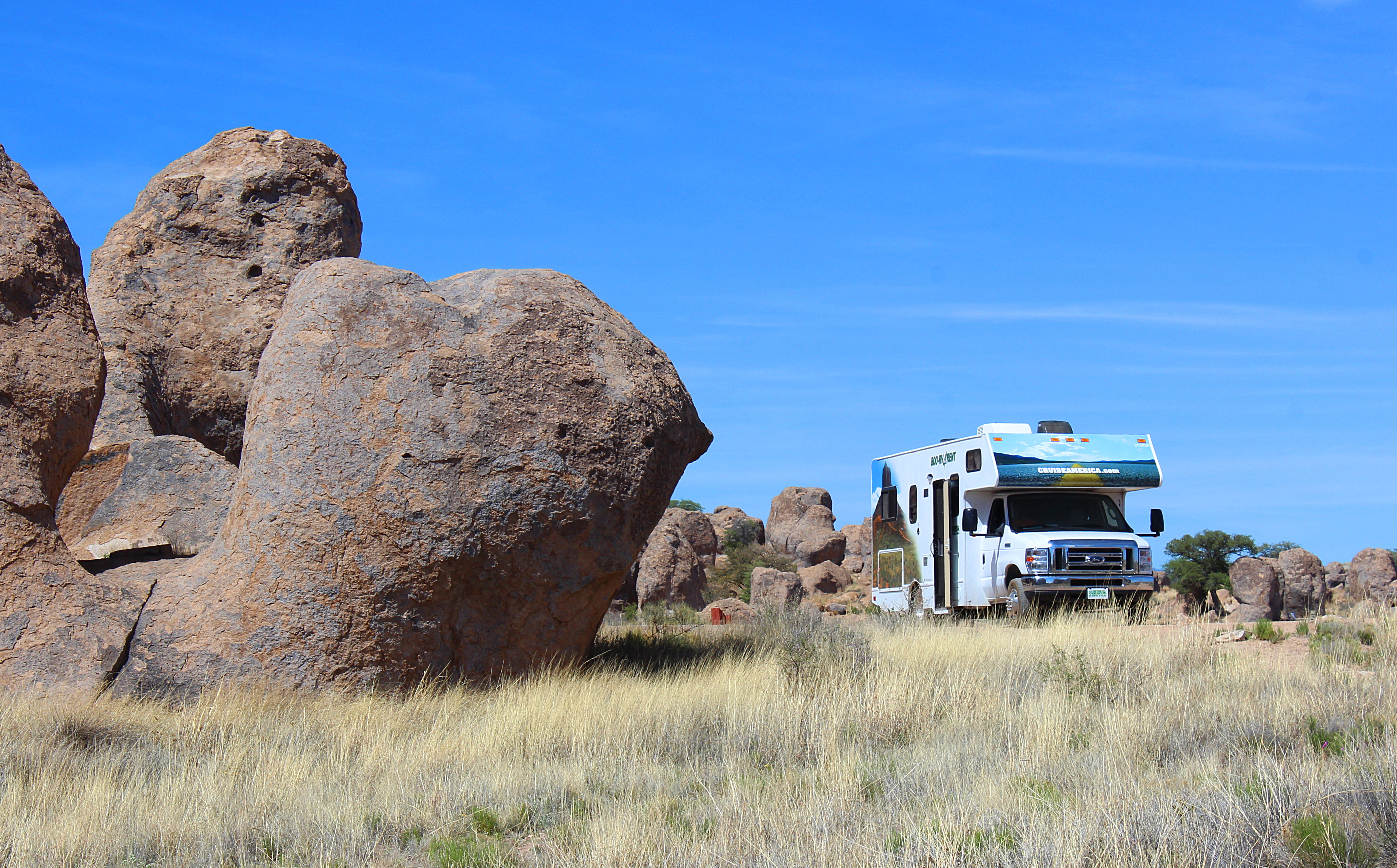
Campground zwischen den Felsen (Mai 2019)
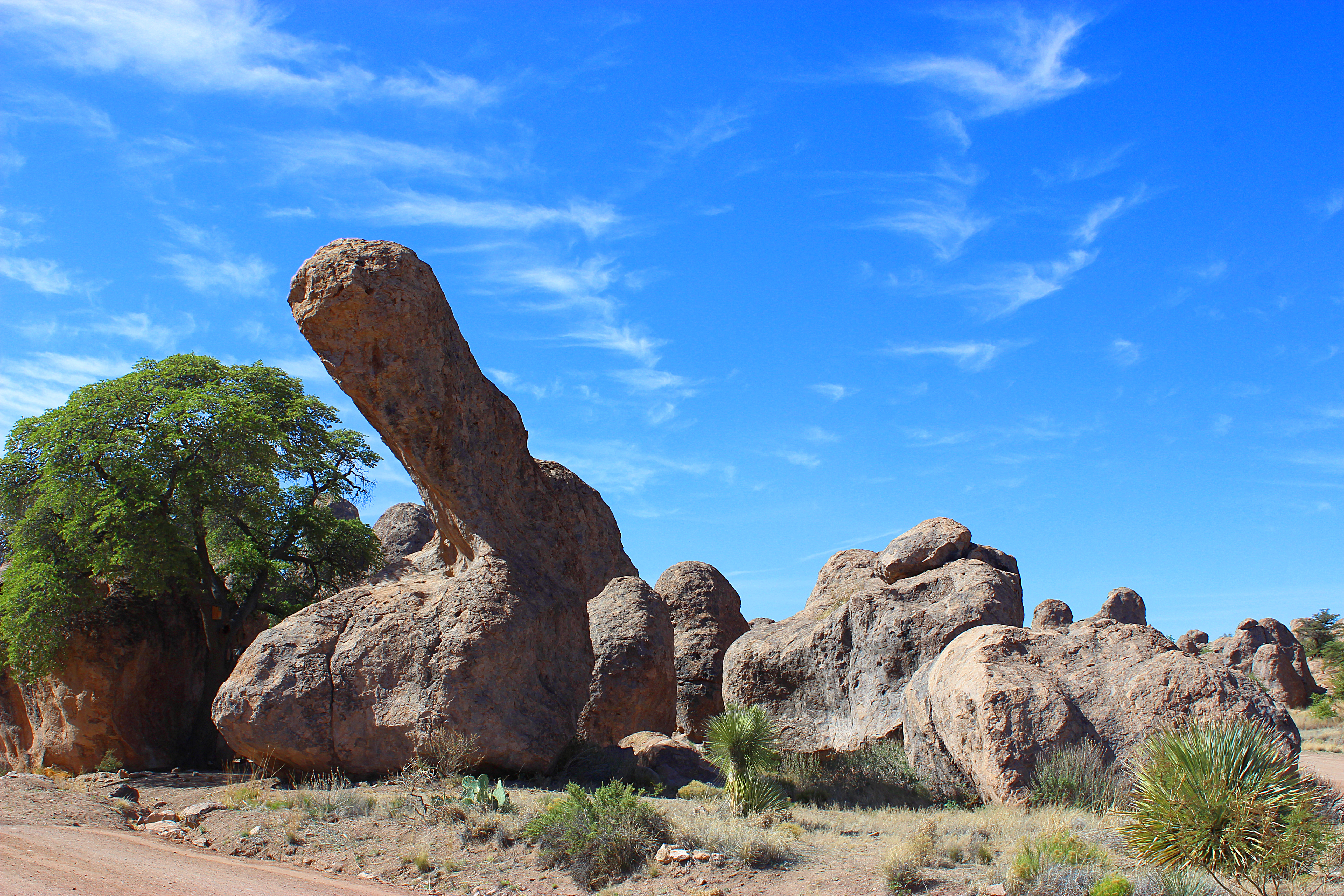
Felsformation (Mai 2019)